# رفنية ثلاثية الأزهار
رفنية ثلاثية الأزهار نوع من الرفنية تعلو من ٦٠ إلى ١٢٠ سم. أزهارها محورية الارتكاز فردية أو ثلاثية التجميع صفراء.